# Un piede in terra l'altro in mare
Un piede in terra l'altro in mare è un film documentario del 2007 diretto da Silvio Soldini.

## Trama
Il documentario racconta l'identità e la gente della Liguria. Il regista ha scelto di ritrarre in presa diretta la regione attraverso le testimonianze di sette persone comuni, tutte liguri e di zone diverse, con professioni altrettanto differenti ma legate alle tradizioni di questo territorio: Alessandro Biagioli, ufficiale e comandante di navi in pensione, ha girato tutto il mondo e dopo ogni viaggio è sempre tornato nella natia Genova; Simone Gambazza, pescatore della tonnara di Camogli fa il lavoro che ama anche se teme che l'attività possa cessare ogni anno a causa del turismo e del mancato ricambio generazionale; Mariangela Cattaneo è una floricoltrice e coltivatrice di fronde sulle colline di Taggia che sogna di ampliare la sua azienda per garantirsi la sopravvivenza; Franco Pellini, ex operaio dell'acciaieria Italsider di Cornigliano, parla della sua esperienza in fabbrica; Franco Roi Boeri mostra gli enormi sforzi per mantenere il suo uliveto a Badalucco per produrre l'olio; Amanzio Pezzolo, portuale per oltre quarant'anni, non sarebbe potuto vivere senza le navi e i rumori del porto di Genova; infine, Heydi Bonanini, vignaiolo di Riomaggiore che da quando ha diciotto anni ha scelto di dedicarsi ai tipici terrazzamenti a picco sul mare e di proseguire l'attività millenaria di coltivazione della vite nella sua terra d'origine.

## Distribuzione
Il documentario è stato presentato la prima volta il 20 dicembre 2007 ed è stato interamente finanziato dalla Regione Liguria in collaborazione con Genova Liguria Film Commission.

## Curiosità
- Il titolo è tratto da un verso della canzone 'A Çimma del cantautore genovese Fabrizio De André.
- Il documentario è stato girato subito dopo le riprese del film dello stesso regista Giorni e nuvole sempre ambientato a Genova.